# Mohabbatein
Narayan Shankar (Amitabh Bachchan) ha sido el estricto Director de Gurukul, una prestigiosa universidad para los alumnos más destacados del país, durante 25 años. Él cree en sacar lo mejor de sus estudiantes al enfatizar el honor, la tradición y la disciplina, sin espacio para la diversión y el entretenimiento. Es particularmente intolerante con el romance, decretando que cualquier estudiante que sea atrapado teniendo una aventura romántica será expulsado de inmediato.
A pesar de esta regla draconiana, tres estudiantes de Gurukul, Sameer (Jugal Hansraj), Vikram (Uday Chopra) y Karan (Jimmy Sheirgill), se enamoran. Sameer está locamente enamorado de Sanjana (Kim Sharma), una joven despreocupada y dulce que es su amiga de la infancia pero que ya tiene un novio estable llamado Deepak (Raman Lamba). Vikram se siente atraído por Ishika (Shamita Shetty), una joven estudiante deportiva y luchadora en la vecina universidad de chicas que rechaza sus intentos de cortejarla. Karan se enamora de Kiran (Preeti Jhangiani), una elegante y joven viuda cuyo marido piloto militar fue abatido y a quien Karan ve solo una noche en una estación de tren.
Mientras tanto, Narayan contrata a Raj Aryan Malhotra (Shah Rukh Khan) como el nuevo maestro de música de Gurukul. Amigable y firme creyente en el poder del amor, Raj Aryan hace de su misión difundir el amor por todo Gurukul. Simpatiza con las dificultades de Sameer, Vikram y Karan, y los alienta a no rendirse y permanecer leales a sus amores. Él les dice que él mismo tiene un amor especial, Megha (Aishwarya Rai Bachchan), y dice que aunque ella está muerta, él la imagina a su lado todos los días.
Un día, como parte de su plan para difundir el amor por toda la escuela, Raj Aryan organiza una fiesta e invita a los estudiantes de la universidad para chicas. Narayan entra en la fiesta, la cierra y amenaza con furia despedir a Raj Aryan. En este punto, Raj Aryan revela que había sido estudiante en Gurukul más de una década antes y que se había enamorado de Megha, quien resultó ser la única hija de Narayan. Narayan había expulsado a Raj Aryan de la escuela sin siquiera ver su rostro, y una Megha angustiada, incapaz de vivir sin Raj Aryan, se suicidó. Raj Aryan declara que ha regresado a Gurukul para honrar la memoria de Megha al revertir la política de tolerancia cero de la escuela sobre el romance, y promete que antes de irse la llenará de tanto amor que incluso Narayan será incapaz de detenerlo. Un sorprendido Narayan toma esto como un desafío y permite que Raj Aryan permanezca por un tiempo más.
Sameer, Vikram y Karan pueden vencer a Sanjana, Ishika y Kiran, respectivamente, pero Narayan toma represalias al endurecer las reglas de Gurukul. Sin embargo, el cuerpo estudiantil, alentado por Raj Aryan, continúa desafiando las reglas, y en un último esfuerzo por preservar la atmósfera escolar que ha construido durante 25 años, Narayan expulsa a Sameer, Vikram y Karan. Raj Aryan habla en su nombre, afirmando que no hicieron nada malo al enamorarse y acusando a Narayan de causar la muerte de su propia hija con su intolerancia al amor. También dice que siente que Narayan perdió el desafío porque su hija lo dejó y ahora Raj Aryan (que consideraba a Narayan como un anciano) también lo deja.
Las duras palabras de Raj Aryan hieren a Narayan, y él, entre lágrimas, se da cuenta de que su estricta política de no romance ha sido equivocada. Narayan se disculpa con el cuerpo estudiantil y renuncia como director de Gurukul, nominando a Raj Aryan como su sucesor, quien acepta y se reconcilia con Narayan.
- Datos: Q1135349